# 青空麒麟児
青空 麒麟児（あおぞら きりんじ）は、静岡県浜松市出身の紙切り師、漫談家、司会者、日本舞踊家、保育園経営者である。本名：髙林 勝。

## 人物
浜松市有玉出身。浜松市立南陽中学校・豊川高等学校卒業。
青空一夜に師事。一夜没後コロムビア・トップ（青空一門総帥）師事、最後の愛弟子となる。トップからも可愛がられ、その縁で読売ジャイアンツの長嶋茂雄終身名誉監督とも交流。長男誕生の際には長嶋が命名をした。
日本一背の高い紙切り師から「青空麒麟児」と命名された。漫才師から「紙切り漫談」という新たな分野を開拓した。紙切りではフランス・カンヌ国際映画祭会場でおこなわれた「WORLD CONGRESS 2002」に出演した。NHKニュースでとりあげられた。「浅草の紙切り王子」と称す。
紙切りだけで無く、漫談家、司会、日本舞踊もこなす。慰問活動にも積極的である。

## 所属
- 社団法人漫才協会[1][2]
- 社団法人日本司会芸能協会理事[3]
- 静岡県人会・やらまいか会（浜松市民会）第1期会員

## 出演
- 浅草・東洋館（毎月出演）
- 上野広小路亭

## 著作
- 月刊「あいづくし」（埼玉県春日部市を中心とした情報誌、毎月コラム掲載）